# Marcel Gotlib
Marcel Gotlib, ursprungligen Gottlieb, född 14 juli 1934 i Paris, död 4 december 2016 i Le Vésinet, Yvelines, var en fransk serieskapare som främst har gjort sig känd för sina absurda humorserier för vuxna, däribland Sigge Scout, Superdupont och Pappa Pervers.
Gotlib var 1972 medgrundare till L'Écho des Savanes, Frankrikes första renodlade vuxenserietidning. Tre år senare grundade han tidningen Fluide Glacial.

## Källhänvisningar
1. 1 2  matchID, matchID-ID: H4bajkTyFCCE, läst: 4 mars 2023.[källa från Wikidata]
2. ↑  RKDartists, RKDartists-ID: 344392, läst: 9 oktober 2017.[källa från Wikidata]
3. ↑  SNAC, SNAC Ark-ID: w6np2r65, läs online, läst: 9 oktober 2017.[källa från Wikidata]
4. 1 2  Internet Speculative Fiction Database, ISFDB författar-ID: 200398, läst: 9 oktober 2017.[källa från Wikidata]
5. 1 2  L’auteur de bande dessinée Gotlib est mort (på franska), Le Monde, 4 december 2016, läs online.[källa från Wikidata]
6. ↑  Lambiek Comiclopedia, Lambiek, 1 november 1999, Lambiek Comiclopedia artist-ID: g/gotlib, läst: 9 oktober 2017.[källa från Wikidata]
7. ↑  RKDartists, RKDartists-ID: 344392, läst: 1 juni 2020.[källa från Wikidata]
8. ↑  Tjeckiska nationalbibliotekets databas, NKC-ID: xx0178226, läst: 16 december 2022.[källa från Wikidata]
9. ↑  läs online, www.femina.fr  .[källa från Wikidata]
10. 1 2  "Marcel Gotlib". NE.se. Läst 24 januari 2015.
11. ↑  Gotlib, l’auteur de bande dessinée, est mort(franska)